# Astragalus sitiens
Astragalus sitiens är en ärtväxtart som beskrevs av Aleksandr Andrejevitj Bunge. Astragalus sitiens ingår i släktet vedlar, och familjen ärtväxter. Inga underarter finns listade i Catalogue of Life.